# Prima battaglia di Moulin-aux-Chèvres
La prima battaglia di Moulin-aux-Chèvres è stata una battaglia della prima guerra di Vandea combattuta il 3 luglio 1793 a Châtillon-sur-Sèvre e Moulins (oggi Mauléon).

## La battaglia
Dopo la sconfitta nella battaglia di Parthenay, Henri de La Rochejaquelein che aveva evacuato Saumur arrivò in aiuto di Louis Marie de Lescure. I repubblicani di François-Joseph Westermann minacciavano Châtillon-sur-Sèvre, capoluogo della Vandea, ma per sbarrare loro la strada, La Rochejaquelein e Lescure poterono riunire soltanto 5 000 uomini.
Westermann lanciò il suo attacco il 3 luglio e fa disperdere le truppe vandeane dopo due ore di combattimento, alle 19 i repubblicani entrano a Châtillon costringendo il consiglio superiore della Vandea a fuggire verso Cholet, Westermann fece poi bruciare tutti i documenti amministrativi e i rapporti dei vandeani. Più di 600 prigionieri repubblicani chiusi a Châtillon furono liberati e integrati nell'esercito di Westermann, infine mandò un gruppo di soldati a Durbelière per incendiare il castello di La Rochejaquelein cosa che aveva fatto anche a seguito della battaglia di Parthernay dove incendiò quello di Lescure.